# Earl Boykins
Earl Antoine Boykins (Cleveland, 2 de juny de 1976) és un exjugador de bàsquet professional estatunidenc. Amb una altura d'1,65 metres, és el segon jugador més baix de la història de la NBA, per darrere de Muggsy Bogues, que feia 1,60 metres. Va ser l'entrenador principal de l'equip de bàsquet masculí de la Douglas County High School. Ara és entrenador assistent dels Miners de la Universitat de Texas a El Paso (UTEP).